# Häxprocess (musikalbum)
Häxprocess är Kjell Höglunds tredje musikalbum. Det släpptes först i maj 1973 på Höglunds egen bekostnad, men utgavs sedan på skivbolaget Alternativ, senare Atlantis (skivnummer A-LP 3) oktober 1973. Skivan har, i likhet med alla Höglunds skivor från 1970-talet, inte utkommit på CD.
Enligt albumets omslag så spelades skivan "in vid fyra olika tillfällen i mars och april 1973."
Skivans kanske mest kända låt är den drygt femton minuter långa "Häxprocess" som trots sin längd spelades i radio. Låten handlar om människans lust att leta efter syndabockar, brännmärka minoriteter och bestraffa oskyldiga.
Albumet är en av titlarna i boken Tusen svenska klassiker (2009).

## Låtlista
Text och musik: Kjell Höglund.
Sida A
1. "Alldeles ensam" – 1:45
2. "Skräckhus i Sussex" – 3:20
3. "Slavarna lyder inte" – 3:25
4. "Liv, död, revolution" – 4:25
5. "Politikens olycksbarn" – 8:40
6. "Förtvivla först imorgon" – 3:35

Sida B
1. "Falu koppargruva" – 4:55
2. "Den största lögnen" – 6:06
3. "Häxprocess" – 15:05

## Medverkande
- Anita Björkqvist – sång (4)
- Monica Björkqvist – sång (1, 4)
- Grus-Etling – omslag
- Janne Hansson – inspelning
- Kjell Höglund – akustisk gitarr (spår A5, B2), munspel (spår B2), sång
- Tomas Ladberg – congas, flöjt
- Spiros Liakopoulos – piano
- Bengt Lindgren – akustisk gitarr
- Karl-Ola Nilsson – trummor
- Göran Ohring – elgitarr

### Fotnoter
1. ↑  Götebörgs-Tidningen, 31 maj 1973, s. 57. Läst 18 juli 2020.
2. ↑  Aftonbladet, 6 oktober 1973, s. 4. Läst 18 juli 2020.
3. 1 2  ”Häxprocess”. Discogs.com. http://www.discogs.com/Kjell-H%C3%B6glund-H%C3%A4xprocess/release/2475801. Läst 31 januari 2013.
4. 1 2  Gradvall et al 2009, #372